# The Haunting Memory
The Haunting Memory è un cortometraggio muto del 1915 diretto da Fred Cooley. Prodotto dalla American Film Manufacturing Company su un soggetto drammatico di Irving Cummings, il film aveva interpreti lo stesso Cummings nel ruolo principale, Virginia Kirtley, Joe Harris, Fred Gamble, Gladys Kingsbury.

## Trama
Al capezzale della madre malata, il quindicenne Roderigo Perragini dichiara che non dimenticherà mai il viso del padre che, sei anni prima, li ha lasciati in Italia. La madre, ricordando i giorni felici, chiede al ragazzo di suonarle al violino le musiche che il marito aveva insegnato al figlio e poi gli fa promettere di non abbandonare gli studi così da diventare un grande musicista.

Il ragazzo mantiene la promessa fatta alla madre e, all'età di trent'anni, è diventato celebre in tutto il mondo. In America, sotto il nome di Nicholas Celia, riconosce suo padre come il marito della sua ricca padrona di casa, apprendendo che Perragini padre ha prosperato oltre ogni sua immaginazione. I ricordi della sua infanzia lo ispirano a suonare come ha mai fatto prima; il suo grande talento, unito al bell'aspetto, fa una grande impressione sulla sua padrona di casa e i due intrecciano un flirt interrotto da Perragini. Tornando in albergo, il giovane cerca di capire cosa fare davanti alla foto della madre.

Decide di fare visita a casa di suo padre dove, la mattina seguente, riceve un'accoglienza calorosa da parte della padrona di casa che, però, quando sente al piano di sotto la voce del marito, nasconde il giovane. Perragini, entrando, vede la custodia dello strumento che giace in piena vista e, accorgendosi dell'agitazione della moglie, la accusa. Ascoltando da dove si trova nascosto, il violinista decide di suonare i brani che gli suonava suo padre da piccolo. Questi riconosce quella musica e chiede al musicista dove l'ha imparata: "Era quella preferita da mio padre quando ero bambino", gli risponde. Messo davanti alle proprie responsabilità, Perragini chiede perdono ma né suo figlio né la moglie hanno intenzione di accordarglielo.

## Produzione
Il film fu prodotto dalla American Film Manufacturing Company.

## Distribuzione
Distribuito dalla Mutual, il film - un cortometraggio in due bobine - uscì nelle sale statunitensi il 2 marzo 1915.